# Tespíades (filles de Tespi)
Tespíades, segons la mitologia grega, és la denominació conjunta de les cinquanta filles de Tespi.
Mentre Hèracles anava a la cacera del senglar d'Erimant (o, segons altres tradicions, del lleó de Citeró) es va hostatjar a casa del seu pare, el rei Tespi de Beòcia. Aquest rei volia tenir nets d'un heroi tan important i va anar ficant totes les noies al seu llit. Com que Hèracles tornava cada nit molt cansat de la cacera, no s'adonava que cada vegada hi havia una noia diferent. Algunes tradicions diuen que no va ser en cinquanta nits que es va unir amb elles, sinó en set nits, i fins i tot en una de sola. Totes elles van concebre fills d'Hèracles. La gran i la petita van tenir bessonada. La majoria d'aquests fills, per ordre d'Hèracles, van ser conduïts per Iolau a Sardenya, on es van establir com a colons. Dos van tornar a Tebes i set més es van quedar a Tèspies. Una versió deia que els fills de les Tespíades que s'havien establert a Sardenya, en lloc de morir, s'havien adormit en un son etern, sense patir la corrupció de la tomba o les flames de la foguera.